# Il silenzio prima di Bach
(Emil Cioran, citato dal libraio mentre parla al venditore di pianoforti)
Il silenzio prima di Bach (Die Stille vor Bach) è un film del 2007 diretto da Pere Portabella e basato sulla vita del compositore tedesco Johann Sebastian Bach.

## Trama
Il film costituisce un excursus sulla musica e sulle discipline e professioni che la riguardano,  utilizzando l'opera di Johann Sebastian Bach come filo conduttore e rimarcando la sua importanza nella storia della musica  e nella cultura popolare, mostrando dei momenti di quotidianità quasi insignificanti nei quali la musica di Bach fa capolino (ad esempio con l'armonica a bocca suonata da un autostoppista).
Il compositore tedesco compare solo in poche scene del film: la sua presa di servizio a Lipsia come cantore e organista presso la chiesa di san Tommaso e la lezione che dà a suo figlio Christoph-Friedrich su come interiorizzare la musica. 
Nelle altre scene che vengono giustapposte vi sono una pianola che si muove apparentemente da sola tra le sale di un palazzo, un accordatore di pianoforti accompagnato dal suo cane, una guida turistica di Lipsia che lavora vestita come Bach, un gruppo di violoncellisti che esegue il preludio della prima suite per violoncello in una carrozza della metropolitana di Barcellona, il momento in cui Felix Mendelssohn riscopre la partitura della Passione secondo Matteo nella carta con cui il macellaio al mercato ha avvolto la carne comprata dal suo servitore, un pianoforte che precipita nel mare come a rappresentare la morte dei musicisti ebrei nei campi di sterminio durante la Seconda guerra mondiale.
Una vicenda che lega altre scene del film è quella di un camionista, che raccoglie un autostoppista perché gli tenga compagnia, e che si rivela poi essere capace di suonare il fagotto e il pianoforte. Egli riceve l'incarico di trasportare a Lipsia un pregiato pianoforte da parte di un commerciante di strumenti musicali, padre di una violoncellista che deve esibirsi in quella città sotto la direzione dell'attuale successore di Bach a San Tommaso, Georg Christoph Biller.

## Colonna sonora
Il sonoro è stato registrato in presa diretta, nel tentativo di rendere ancora più struggenti i momenti di silenzio e per sottolineare che la musica nasce sempre dalla tecnica e dalla fisicità degli strumenti, così come dall'impegno e dal virtuosismo dell'esecuzione. La colonna sonora è costituita da composizioni di Johann Sebastian Bach, da due sonate di Mendelssohn e da uno studio di Ligeti.

## Distribuzione
Il film fu proiettato alla 64ª Mostra internazionale d'arte cinematografica di Venezia nel 2007. Uscì nelle sale spagnole il 21 dicembre dello stesso anno.

## Riconoscimenti
- 2007 – Barcelona Film Awards
  - Premio per il comparto audiovisivo a Pere Portabella
- 2007 – Gijón International Film Festival
  - Premio Speciale della Giuria a Pere Portabella
  - Candidatura a Miglior Lungometraggio